# Допфер, Фриц
Фриц Допфер (нем. Fritz Dopfer, род. 24 августа 1987, Инсбрук) — немецкий горнолыжник, двукратный призёр чемпионатов мира, многократный призёр этапов Кубка мира. Специализировался в слаломных дисциплинах.

## Спортивная биография

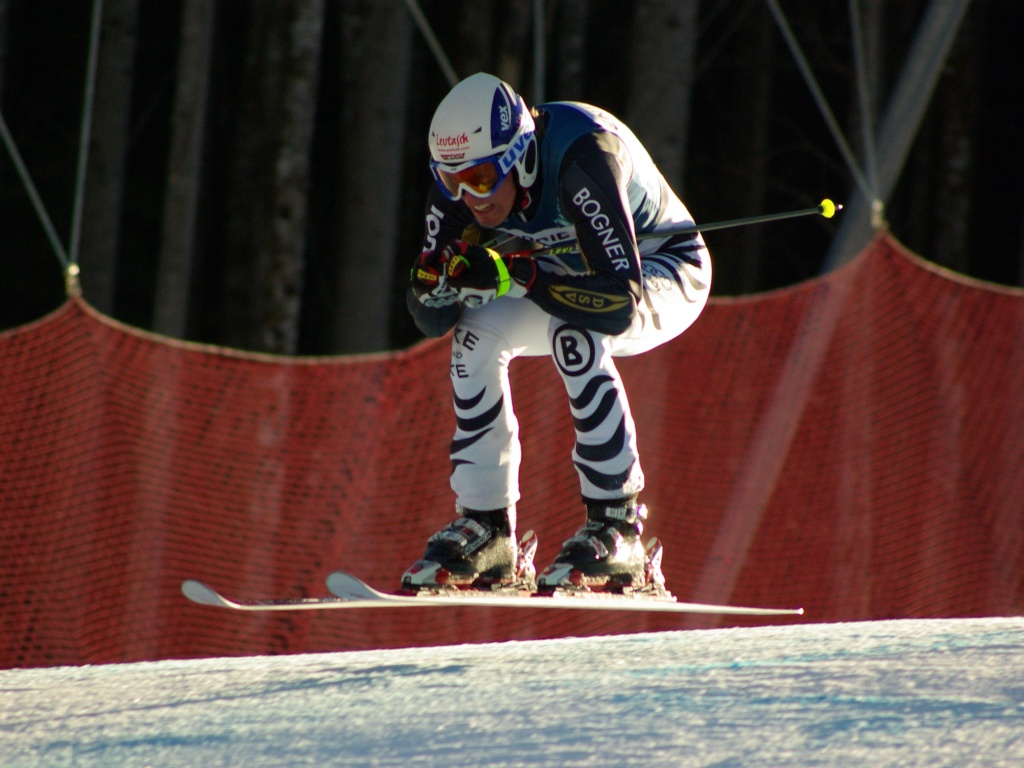
2008 год

Родившийся в Инсбруке Допфер до 2007 года выступал за Австрию, после чего перешёл в сборную Германии.
На Олимпийских играх 2014 года в Сочи Допфер был близок к награде на трассе слалома, но в итоге поделил 4-е место с итальянцем Стефано Гроссом, всего лишь 0,05 сек уступив бронзовому призёру Хенрику Кристофферсену из Норвегии.
В сезоне 2014/15 четыре раза занимал второе место на этапах Кубка мира (по два раза в слаломе и гигантском слаломе) и по итогам сезона занял высшее в карьере пятое место в общем зачёте Кубка мира. Кроме этого Допфер больше ни разе не попадал в топ-10 общего зачёта Кубка мира. В 2005 году также занял второе место в слаломе на чемпионате мира в Бивер-Крике, уступив 0,35 сек чемпиону Жану-Батисту Гранжу.

## Личная жизнь
Фриц Допфер родился в Инсбруке, земля Тироль. Его отец — немец, а мать — австрийка. До 10 лет его родители жили в баварском Шонгау, затем переехали в Тироль. Там Фриц ходил в горнолыжную школу в Штамсе. Получил там аттестат и был зачислен в юношескую команду Австрии. На Кубке Европы выступил в шести гонках. Весной 2007 года Допфер перешёл в лыжную федерацию Германии, предполагая более благоприятные перспективы развития своей спортивной карьеры. 
С 2012 года состоит в отношениях с горнолыжницей национальной команды Германии Леной Дюрр.
В марте 2020 года объявил о завершении карьеры.